# Twentythree Records
 (octobre 2012).
Si vous disposez d'ouvrages ou d'articles de référence ou si vous connaissez des sites web de qualité traitant du thème abordé ici, merci de compléter l'article en donnant les références utiles à sa vérifiabilité et en les liant à la section « Notes et références ».
Twentythree Records est un label de musique basé dans le Yorkshire, en Angleterre. Ce label a été créé par Steve Cobby (en), David McSherry, et Sim Lister.
Twentythree Records produit les artistes suivants :
- Fila Brazillia - A Touch Of Cloth, Jump Leads, The Life And Times Of Phoebus Brumal, Dicks and Retrospective.
- J*S*T*A*R*S - Tripping the Light Fantastic, oohilovemybaby, Spansules, Loose Nuke Threat
- The Solid Doctor - Beats Means Highs
- Mandrillus Sphynx - Zanya, Bikwix, Ban Music
- The Heights of Abraham - Two Thousand and Six
- North East Sound System - Bloodstream
- J J Fuchs - Stick it in't Middle